# 눌비
눌비(Nulvi, 사르데냐어: Nùivi)는 이탈리아의 사르데냐 주에 있는 사사리도의 코무네로, 칼리아리에서 북쪽으로 약 180 킬로미터 (110 mi), 사사리 (사르데냐)에서 북동쪽으로 약 20 킬로미터 (12 mi) 떨어져 있다. 이 곳은 앙글로나 역사 지구의 주요 중심지 중 하나이다.

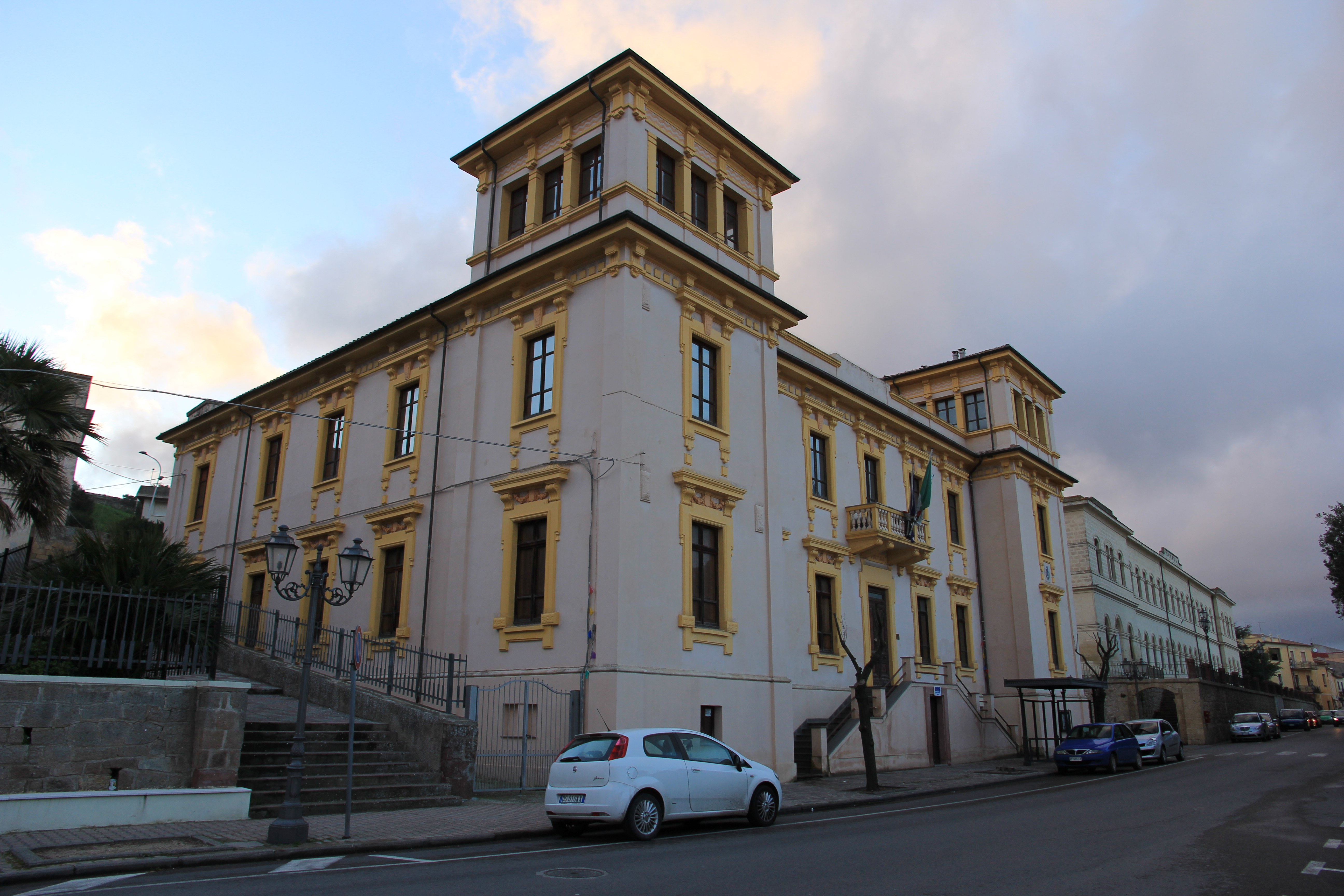
시청.

눌비는 다음 코무네와 접한다: 키아라몬티, 라에루, 마르티스, 오실로, 플로아게, 세디니, 테르구.